# Corpus Christianorum
Il Corpus Christianorum (CC) è un importante progetto editoriale dell'editore belga Brepols, il cui scopo principale è la realizzazione di edizioni critiche dei testi dei Padri della Chiesa e di opere cristiane medievali in lingua greca e latina. Per intenzioni, obiettivi e organizzazione, le serie principali del CC possono essere considerate un aggiornamento e un approfondimento moderno della Patrologia Latina e della Patrologia Greca di Migne.

## Organizzazione
Le tre serie principali sono la Series Graeca, la Series Latina e la Continuatio Mediaevalis, alle quali si aggiungono numerose serie minori e ramificazioni secondarie della collana.

### Continuatio Mediaevalis(CM)
La Continuatio Mediaevalis contiene edizioni critiche di testi cristiani scritti in lingua latina, a partire dall'epoca carolingia e fino alla fine del Medioevo. Possiede numerose ramificazioni secondarie dedicate a singoli autori, ma anche una collana di monografie dedicata ai manoscritti autografi medievali, gli Autographa Medii Aevi (AMA). Ad essa e alla Series Latina è collegato il Thesaurus patrum Latinorum (TPL), un progetto lessicografico che mira a realizzare le concordanze di ciascun autore cristiano latino.

### Series Graeca(SG)
La Series Graeca contiene edizioni critiche di testi patristici e cristiani scritti in lingua greca. Ha una ramificazione secondaria, il Corpus Nazianzenum (CN), dedicato alle opere di Gregorio Nazianzeno e alle loro versioni in altre lingue. Ad essa è collegato il Thesaurus patrum Graecorum (TPG), identico per scopi e metodi al succitato TPL.

### Series Latina(SL)
La Series Latina contiene edizioni critiche di testi patristici e cristiani scritti in lingua latina, limitatamente ai primi otto secoli. Ha una ramificazione secondaria, gli Scriptores Celtigenae, dedicata agli scrittori cristiani di scuola irlandese. Al CCSL è collegata inoltre una serie di lavori di riferimento sul latino patristico.